# Сомов, Вячеслав Вячеславович
Вячеслав Вячеславович Сомов (1910—1988) — советский актёр, мастер художественного слова. Заслуженный артист РСФСР (1954).

## Биография
Окончил Ленинградское балетное училище. Выступал на эстраде в пантомиме и танцевальном дуэте. Работал наездником в цирке. Играл в Государственном театре им. Вс. Мейерхольда, Драматическом театре им. Баумана. Участник Великой Отечественной войны (ушёл на фронт добровольцем). С 1945 г. артист Центрального театра Красной Армии. В знаменитом «Учителе танцев» Л. де Вега в роли Альдемаро Сомов успешно дублировал Владимира Зельдина.
С 1948 г. выступал на эстраде с сольными программами художественного чтения. Он представил на эстраде произведения многих зарубежных поэтов-классиков и ещё более — современников. Сомову были свойственны влюблённость в поэзию, желание поделиться с аудиторией счастьем приобщения к стихам Дж. Г. Байрона,Ф. Вийона, Ф. Гарсиа Лорки или радостью открытия новых, ещё не знакомых поэтических имен. В его репертуаре были поэты Франции, Великобритании, Германии, Испании, Турции, Бельгии, Чехословакии и др. стран. Французскую поэзию он представлял в программе от XV в. до современности. В неё входили Ф. Вийон, В. Гюго, Э. Ронсар, Ш. Бодлер, Ж. Дю Белле, П. Ж. Беранже, П. Верлен, Г. Аполлинер. Он часто предварял стихи краткими рассказами об авторах и для каждого находил особые ритмы, интонации, пластический рисунок. В 1956 году Сомов открыл для себя Н. Гильена, прочитав в журнале его стихотворение «Колыбельная, чтобы разбудить маленького негра». Он влюбился в этого кубинского поэта-изгнанника, выучил испанский язык и стал читать сначала стихи Гильена, а потом и других современных латиноамериканских поэтов. К 1960 году у него сложилась обширная программа «Современные зарубежные поэты». Кроме исполняемых ранее поэтов в неё входили Ж. Превер, Э. Гильвик, Жан Марсенак, отрывок из «Зеленых холмов Африки» Э. Хемингуэя (проза), американские поэты: К. Сэндберг, Р. Фрост, Л. Ферлингетти, никарагуанский — Р. Дарио, колумбийский — Луис Карлос Лопес. Сомов читал их в той национальной народной традиции, в которой они исполнялись на родине.
Ему помогали музыканты-гитаристы — в разное время с ним работали Виктор Кручинин, Алексей Кузнецов-старший. Читая с музыкальным сопровождением, артист погружал зрителей в самые недра поэтической стихии, в её ритмы. Тонко чувствуя музыкальную природу стиха, Сомов выражал её в пластике, иногда — в мелодекламации. В 1963 году Сомов стал лауреатом конкурса «За мир и дружбу между народами». Круг исполняемых поэтов все время расширялся, пополнялся новыми именами. «Испания в сердце» (1965), чешская поэзия (1967). В старые программы включались новые имена и страны. Это не значит, что Сомов обходил своим вниманием русскую поэзию. В 70-е годы он создал композиции «А. Блок — Б. Пастернак, М. Цветаева — А. Ахматова», «Женщина и поэзия»; «Современники» (Д. Самойлов, Б. Окуджава, Б. Слуцкий, А. Межиров и др.). Одна из последних программ называлась «Открытие Америки» (Р. Лоуэлл, О. Нэш, Р. Фрост и др. в переводах А. Вознесенского). Последняя, итоговая композиция — «Люди, которых я видел», о незабываемых встречах с крупнейшими поэтами и деятелями эпохи. Режиссёром программ Сомова была его жена, заслуженная артистка РСФСР Зинаида Бокарева.
Отмечая «великолепную пластику речи, простоту, не снижающую, однако, стихотворную речь до прозы, а прозу — до речи разговорной, обыденной», — Вс. Н. Аксенов главным в искусстве Сомова считал «подтекст». «Не только тот подтекст, который выявляет скрытый замысел автора, а и тот, что порожден собственным представлением исполнителя…» Эти слова своего товарища по искусству Сомова называл «самой дорогой похвалой». Сомов вместе с другими выдающимися мастерами художественного слова середины XX века, такими, как Сурен Кочарян, Всеволод Аксенов, Дмитрий Журавлев, Яков Смоленский, неустанно приобщал массового советского зрителя и слушателя к сокровищам мировой литературы.
Похоронен на Ваганьковском кладбище. в родственной могиле на участке 32, позже здесь же была похоронена  жена   Зинаида Бокарева.